# 6991 Chichibu
6991 Chichibu è un asteroide della fascia principale. Scoperto nel 1995, presenta un'orbita caratterizzata da un semiasse maggiore pari a 2,4009061 UA e da un'eccentricità di 0,2042434, inclinata di 5,75496° rispetto all'eclittica.